# Kępowizna
Kępowizna – osada w Polsce, położona w gminie Pątnów, w powiecie wieluńskim, w województwie łódzkim. Znajduje się na Wyżynie Wieluńskiej, nad brzegiem rzeki Warty, na obszarze Załęczańskiego Parku Krajobrazowego.
Osada położona jest nad zakolami rzeki Warty, na skraju lasów iglastych i naturalnych polderów Warty.
W latach 1975–1998 miejscowość administracyjnie należała do województwa sieradzkiego.
W miejscowości znajduje się drewniany młyn wodny, który powstał w latach 1910–1912. Stoi na przegrodzie usypanej z kamieni. Obecnie jest napędzany elektrycznie. Został wpisany do rejestru zabytków województwa łódzkiego. Niedaleko młyna znajduje się odsłonięcie skał ilastych z jury środkowej. 
Wzdłuż nurtu rzeki działa tu przeprawa promowa na drugi brzeg rzeki Warty, gdzie znajduje się pomnik przyrody lipa szerokolistna o obwodzie pnia 520 cm.
Przed II wojną światową działały tu dwa młyny, tartak, a także port rzeczny, z którego spławiano tratwy do Poznania i Szczecina.

## Szlaki turystyczne
- Załęcze Wielkie – Piaski – Wiesagi – Ogroble – Przywóz – kurhany w Przywozie – Pustkowie – Łaszew Rządowy – Bieniec – Kępowizna – Załęcze Wielkie. Ma on długość 25,6 km.
- Wieluń – Ruda Wieluńska – Strugi – Łaszew Rządowy – Bieniec – Kępowizna – Załęcze Wielkie – Granatowe Źródła – Góra Wapiennik – Góra Zelce – rezerwat przyrody nieożywionej „Węże” – Lisowice – Działoszyn – Grądy-Łazy. Ma on długość 68,3 km.